# Aplikovaná kineziologie
Aplikovaná kineziologie (AK) je pseudovědecká terapeutická metoda alternativní medicíny, kterou má být terapeut pomocí svalových testů schopen diagnostikovat fyzické i duševní poruchy a jejich odstranění pomocí korekčních technik.
Americká vysoká škola alergologie, astmatu a imunologie (American College of Allergy, Asthma and Immunology) ve svých pokynech pro diagnostiku alergií uvedla, že „neexistuje žádný důkaz o platnosti diagnostiky“ aplikované kineziologie. Jiná studie naznačila, že použití aplikované kineziologie k hodnocení nutričního stavu není o nic užitečnější než náhodné hádání, a Americká společnost pro rakovinu (American Cancer Society) uvedla, že „vědecké důkazy nepodporují tvrzení, že aplikovaná kineziologie může diagnostikovat nebo léčit rakovinu nebo jiné nemoci“.

## Historie a využívání v současnosti
Základy této metody vypracoval v 60. letech 20. století chiropraktik George J. Goodheart v USA. a později ji začal vyučovat další chiropraktiky. V roce 1973 se začala scházet organizace Goodheart Study Group Leaders, v roce 1974 zvolila název „The International College of Applied Kinesiology“ (ICAK), roku 1975 přijala stanovy, v roce 1975 zvolila funkcionáře a v roce 1976 „certifikovala“ své zakládající členy (tzv. „diplomaty“).[zdroj?]
Ačkoli tuto metodu využívají především chiropraktici, AK používá i řada dalších terapeutů zabývajících se doplňkovou terapií. V roce 2003 byla desátou nejčastěji používanou chiropraktickou technikou ve Spojených státech, přičemž tuto metodu používalo 37,6 % chiropraktiků a léčilo se jí 12,9 % pacientů. Některé základní techniky založené na AK používají také distributoři doplňků stravy, včetně distributorů provozujících multi-level marketing.

## Metody

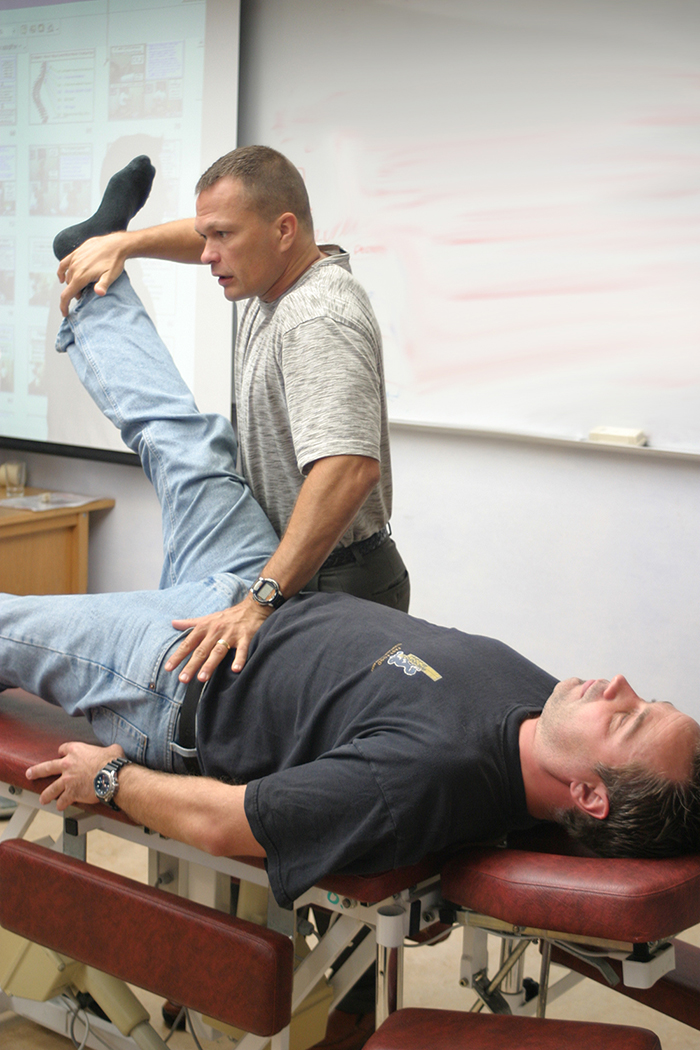
Chiropraktik a profesionální aplikovaný kineziolog předvádějí manuální svalový test MMT svalů psoas major a iliacus.

Aplikovaná kineziologie je prezentována jako systém, který vedle běžných diagnostických metod hodnotí strukturální, chemické i psychické aspekty zdraví pomocí metody označované jako testování svalové odezvy nebo manuální svalové testování (MMT). Základním principem aplikované kineziologie je představa, že všechny tělesné i duševní problémy jsou způsobeny poruchou proudění energie mezi orgány včetně mozku a svalstvem, že každá orgánová dysfunkce (a tedy i blokáda proudění energie) je doprovázena slabostí určitého odpovídajícího svalu v takzvaném "viscerosomatickém vztahu". Příčinu choroby lze pak snadno objevit tzv. „svalovým testem“. Mezi metody, o které se praktici AK opírají, patří kloubní manipulace a mobilizace, myofasciální, kraniální a meridiánová terapie, a výživové poradenství.

### Svalové testy
Ve své teorii zastánci aplikované kineziologie uvádějí, že test lze provést ve stoje, v poloze vsedě i vleže na nejrůznějších svalech, ale v praxi se používá jen cca pět testů, z nichž nejběžnější je tzv. „delta“ test, který posuzuje sílu ramenního, deltového svalu. Léčitel, „facilitátor“, přitlačuje upaženou paži pacienta dolů. Nejedná se o test síly, ale spíše o subjektivní hodnocení napětí ve svalu a plynulosti odezvy, které je bráno jako ukazatel rozdílu v odezvě vřetenovitých buněk během kontrakce. Tyto rozdíly ve svalové odezvě údajně svědčí o různých poruchách, stresech a nerovnováhách v těle.

### Nutriční testy
Nutriční testování údajně užívá zkoumání reakce různých svalů pacienta na různé chemické látky. Chuťová a čichová stimulace údajně mění výsledek manuálního svalového testu, přičemž dříve slabé svaly jsou posíleny aplikací správného nutričního doplňku a dříve silné svaly jsou oslabeny vystavením škodlivým nebo nerovnovážným látkám či alergenům. Klient drží v ruce vzorek potravy, alergenu nebo medikamentu v ampulce. Postupně se zkoušejí různé vzorky a ten správný se určí tím, že paže poklesne. Stimulace k testování reakce svalů na určitou chemickou látku se provádí také někdy kontaktně nebo z bezprostřední blízkosti (pacient drží lahvičku s tabletami, nebo si vzorek vloží pod jazyk), ačkoli ICAK takové testování odsuzuje.

### Terapeutická lokalizace
Orgánové choroby se diagnostikují tak, že si pacient přiloží ruku, která není testována, na kůži nad oblast, u níž je podezření, že potřebuje terapeutickou pozornost. Kontakt špičkou prstu může údajně vést ke změně svalové reakce ze silné na slabou nebo naopak, a kdy je tedy indikován terapeutický zásah. Pokud dotýkaná oblast není spojena s potřebou takového zásahu, svalová odpověď se nedostaví.

Léčitelé se ale varují vyslovit konkrétní diagnózu. Mluví o funkční poruše orgánu, psychosomatické poruše, poruše napětí svalů, blokádách energie, o stresorech.[zdroj?]

### Metoda One Brain
Postupem doby se v AK specializovaly další formy, jako např. metoda One Brain. Tato metoda má pomoci při řešení jakéhokoliv fyzického či psychického problému, který vznikl v důsledku negativního emocionálního zážitku. Cílem metody One Brain má být integrace pravé a levé mozkové hemisféry. Pokud tyto nepracují v souladu obě mozkové hemisféry, údajně dochází k brzké únavě, špatné koordinaci pohybů, špatnému nebo žádnému vnímání, neschopnosti se učit, neadekvátním reakcím na situaci, atd. Obnovením energetického toku mezi hemisférami odstraněním stresu, který je zablokoval, má dojít okamžitě, nebo během několika následujících dnů k nápravě a mozek má začít pracovat celistvě. Toho má dosáhnout pomocí MMT.

## Vědecký výzkum
V roce 2015 zveřejnilo australské ministerstvo zdravotnictví výsledky přezkumu alternativních terapií, jehož cílem bylo zjistit, zda je některá z nich vhodná k tomu, aby byla hrazena ze zdravotního pojištění; aplikovaná kineziologie byla jednou z 17 hodnocených terapií, u nichž nebyly nalezeny žádné jasné důkazy o účinnosti. Podle Americké společnosti pro rakovinu „dostupné vědecké důkazy nepodporují tvrzení, že aplikovaná kineziologie může diagnostikovat nebo léčit rakovinu nebo jiné nemoci“.
Přehled několika vědeckých studií specifických postupů a diagnostických testů AK dospěl k závěru, že: „Když se AK oddělí od standardních ortopedických svalových testů, těch několik málo studií hodnotících jedinečné postupy AK buď vyvrací, nebo nemůže podpořit platnost postupů AK jako diagnostických testů. Dosavadní důkazy nepodporují použití manuálního svalového testování pro diagnostiku organického onemocnění nebo pre/subklinických stavů.“ Další došla k závěru, že „pro tyto metody existuje jen malé nebo žádné vědecké opodstatnění. Výsledky nejsou reprodukovatelné, když jsou podrobeny přísnému testování, a nekorelují s klinickými důkazy o alergii.“ Dvojitě zaslepenou studii provedla ALTA Foundation for Sports Medicine Research v Santa Monice v Kalifornii a publikovala ji v červnu 1988 v časopise Journal of the American Dietetic Association. Studie využila tři zkušené léčitele AK a došla k závěru, že „výsledky této studie naznačují, že použití aplikované kineziologie k hodnocení nutričního stavu není užitečnější než náhodné hádání“.
Navzdory více než čtyřicetiletému přehledu, RCT (randomizovaným, kontrolovaným studiím) a dalším hodnotícím metodám, dokonce i investovaní výzkumníci zveřejnili v žurnálu „Chiropractic & Osteopathy“
následující závěr:

„Jedním z nedostatků je nedostatek RCT, které by doložily (nebo vyvrátily) klinickou užitečnost (účinnost, efektivitu) chiropraktických intervencí na základě výsledků MMT. Také proto, že etiologie svalové slabosti může být multifaktoriální, může každá RCT, která využívá pouze jeden způsob terapie pouze na jednu oblast těla, přinést výsledky, které jsou kvůli těmto omezením chybné.“

## Kritika
Téměř všechny testy AK jsou subjektivní a spoléhají se pouze na hodnocení svalové odezvy léčitelem. Řada studií ukázala, že svalový test má test-retest reliabilitu (shodu diagnostického závěru při opakovaném testování), shodu posuzovatelů a validitu neodlišitelnou od náhodných závěrů. Někteří skeptikové také uvádějí, že neexistuje žádné vědecké vysvětlení toho, jak by měl svalový test či popisované viscerosomatické vztahy fungovat a vést k údajné efektivitě terapie Skeptici také odmítají AK jako „šarlatánství“, „magické myšlení“ a nesprávnou interpretaci ideomotorického efektu. AK byla kritizována na teoretickém a empirickém základě a charakterizována jako pseudověda. Pouze anekdotické zprávy tvrdí, že poskytují pozitivní důkazy o účinnosti této praxe, a přehled recenzovaných studií dospěl k závěru, že „dosavadní důkazy nepodporují použití [AK] pro diagnostiku orgánových onemocnění nebo pre/subklinických stavů“.

## Stanoviska institucí

### Diagnostika alergií
American Academy of Allergy, Asthma and Immunology a National Institute of Allergy and Infectious Diseases nedoporučují, aby se aplikovaná kineziologie používala při diagnostice alergií. Podobně se vyjádřila i European Academy of Allergology and Clinical Immunology, National Institute for Clinical Excellence ve Velké Británii, Australasian Society of Clinical Immunology and Allergy a Allergy Society of South Africa. World Allergy Organization nemá oficiální stanovisko k aplikované kineziologii, ale ve vzdělávacích materiálech svého programu Global Resources In Allergy uvádí aplikovanou kineziologii jako neověřený test a označuje ji za zbytečnou. V roce 1998 malá pilotní studie publikovaná v časopise International Journal of Neuroscience prokázala korelaci mezi testováním svalů pomocí aplikované kineziologie a hladinou imunoglobulinů v séru u potravinových alergií. U 19 z 21 (90,5 %) podezření na potravinovou alergii diagnostikovaných pomocí aplikované kineziologie byla potvrzena sérovými imunoglobulinovými testy. Následný přehled publikovaný v roce 2005 v Current Opinion of Allergy and Clinical Immunology dospěl k závěru, že aplikovaná kineziologie nemá pro diagnózu žádný prokázaný základ.

### Americká chiropraktická asociace
Podle Americké chiropraktické asociace byla v roce 2003 aplikovaná kineziologie desátou nejčastěji používanou chiropraktickou technikou ve Spojených státech, přičemž tuto metodu používalo 37,6 % chiropraktiků a léčilo se jí 12,9 % pacientů:
Jedná se o přístup k chiropraktické léčbě, při kterém lze kombinovat několik specifických postupů. Mohou být použity diverzifikované/manipulační seřizovací techniky s nutričními intervencemi spolu s lehkou masáží různých bodů označovaných jako neurolymfatické a neurovaskulární body. Klinické rozhodování je často založeno na testování a hodnocení síly svalů.

### Dánská chiropraktická asociace
Podle dopisu DKF (Dansk Kiropraktor Forening - Dánská chiropraktická asociace) z 26. března 1998, který byl vydán na základě stížností veřejnosti na pacienty, kteří dostávají homeopatickou péči a/nebo AK místo standardní (DKF definované) chiropraktické péče, DKF rozhodla, že aplikovaná kineziologie není formou chiropraktické péče a nesmí být jako taková prezentována veřejnosti. AK a homeopatii mohou chiropraktici i nadále praktikovat, pokud bude uvedeno, že se jedná o alternativní a doplňkovou péči k chiropraktické péči a že se neprovádí v chiropraktické ordinaci. Chiropraktici nesmí vyvozovat ani naznačovat, že dánská chiropraktická profese schvaluje AK jako legitimní nebo účinnou, ani nesmí používat slovo/název chiropraktický/chiropraktik nebo je spojovat s praktikováním AK.